# NGC 5913
NGC 5913 este o galaxie activă situată în constelația Șarpele. A fost descoperită în 14 aprilie 1785 de către William Herschel. Se află la o distanță de 36,81 de megaparseci de Pământ.